# 후안 디에고 보토
후안 디에고 보토(Juan Diego Botto, 1975년 8월 29일 ~ )는 스페인의 배우로 아르헨티나 부에노스아이레스 출신이다. 그가 태어나던 당시에 아르헨티나에서는 더러운 전쟁이 진행되고 있었다. 아버지가 실종되자 어머니인 배우 크리스티나 로타는 위협을 느끼고 1977년 2살 때 스페인 마드리드로 이민을 간다.

## 출연 작품
- 더 수어사이드 스쿼드 (2021년) - 루나 역
- 룸 넥스트 도어 (2024년)